# Ligand (biokemi)
Ligander (från latinets ligandum, bindning) kallas de (ofta mindre molekyler) som har specificitet för en receptor och genom att komplexbinda till receptorn, fortplantar någon form av signal inne i cellen.